# Bomb
För andra betydelser, se Bomb (olika betydelser).

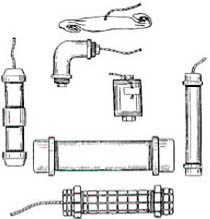
Olika typer av rörbomber som används av terrorister och andra våldsverkare.

En bomb är vanligen någon form av behållare fylld med sprängämne som bringas att explodera av en tändanordning. Explosionen briserar behållaren vilket skapar en tryckvåg och splitter vilket är menat att orsaka förstörelse där den sprängs.  
Ordet bomb kommer från grekiska bombos, en onomatopoetisk term med ungefär samma betydelse som bom.
Bombröjning innebär oskadliggörande av odetonerade bomber. 

## Funktion
För att få bomben att explodera måste man utlösa tändanordningen vilket vanligen görs av en avtryckare, fjärrkontroll eller någon form av givare. Tändanordningen antänder sprängämnet antingen ögonblickligt eller med en fördröjning. Fördröjning görs vanligen med ett ur eller tidssats.

## Historia
Bomber utgjordes ursprungligen av en krutfylld järnkula med en öppning för en stubin. Mindre bomber kastades för hand, medan större sköts med mörsare.
Bomber av växlande, ofta mycket primitiv konstruktion, ibland även benämnda helvetesmaskiner, har använts vid attentat av anarkister, revolutionärer och våldsverkare. Idag är bomber mest associerade med terrordåd.